# Sundrome
Sundrome era el nombre de la terminal de National Airlines en el Aeropuerto Internacional John F. Kennedy. Fue diseñado por I. M. Pei & Partners (actualmente Pei Cobb Freed & Partners). Inaugurado en 1970, actualmente es conocido como la Terminal 6. Ha sido ocupado en diversas ocasiones por Trans World Airlines (vuelos de cabotaje), Pan American World Airways, United Air Lines (vuelos de cabotaje), Pan American Airways (1996-1998), Carnival Airlines y Vanguard Airlines.
Entre 1998 y 2008, la Terminal 6 recibió vuelos de JetBlue Airways. Fue desocupada el 22 de octubre de 2008 cuando JetBlue se trasladó a la Terminal 5.
El 29 de abril de 2010, la Autoridad Portuaria de Nueva York y Nueva Jersey anunció que la Terminal 6 sería demolida para que JetBlue consolide sus operaciones mediante una expansión de la Terminal 5. Diversos grupos conservacionistas se han opuesto a dicha demolición.